# Пограничные патрульные суда проекта 6457С
Пограничные патрульные суда проекта 6457С типа «Спрут» — серия российских пограничных патрульных судов, строящихся на ССЗ «Янтарь» в Калининграде для Береговой охраны ПС ФСБ России на базе проекта корабля Patrouillenboote BG 157A верфи «Abeking & Rasmussen», Лемвердер (ФРГ).
Относятся к кораблям 3-го ранга.
Проект «A & R» был доработан в ФГУП ЦМКБ «Алмаз» под требования Морского регистра российского судоходства и специальных требований ПС ФСБ РФ. Головное судно заказанной серии из трёх единиц, получило название «Спрут».
Ранее, в 2001—2003 годах, на ССЗ «Янтарь» уже были построены три корпуса (Стр. №№ 6457, 6458, 6459), которые были достроены на верфи «Abeking & Rassmussen» по исходному проекту BG 157A для полиции ФРГ.

## Описание
Корпус спроектирован как промежуточный вариант между военным кораблём и гражданским судном. Это позволило удачно сочетать экономичность скорость.
За счёт использования передовых технологий, средств автоматизации и компьютеризации экипаж сокращён до 15 человек. Дополнительно на борту может размещаться и работать группа до 10 человек — осмотровая группа, рыбные инспекторы, пограничники, научная экспедиция.
Конструктивно предусмотрена возможность дооснащения артиллерийской установкой калибра до 57 мм с управлением от оптико-электронной или лазерно-оптической системы. Штурманское, радиотехническое оборудование и средства связи объединены в корабельный модуль навигационно-тактического комплекса «Мателот», который совмещён с территориальным модулем КСОУН (Комплексной системы освещения обстановки, управления, связи и навигации). Предусмотрена возможность приёма и передачи грузов и экипажа в море с вертолёта. Предусмотрена возможность размещения вертолёта постоянного базирования взлётной массой до 3,2 т, либо размещение на палубе скоростного катера проекта 12150 «Мангуст» весом до 30 тонн.
Дополнительно могут использоваться гидроакустический комплекс обнаружения подводных пловцов типа «Паллада» или «Анапа» и противодиверсионный гранатомёт типа ДП-65.
Установлена аппаратура контроля за состоянием воздушной и морской среды, подъемно-спусковые устройства водолазного комплекса, оборудование для оперативного ремонта подводных трубопроводов.
Большая часть оборудования для проекта — производства Германии.

## Характеристики
Патрульное природоохранное судно (пограничное патрульное судно), предназначенное для патрулирования рыболовных зон РФ, проверки соблюдения правил рыболовства, конфискации и доставки в порт браконьерских орудий лова. Энергоустановка состоит из двух дизелей 16V4000M90 «MTU» и редукторов «ZF», имеет полное водоизмещение 828 тонн. Его длина 66 метров, ширина 14 метров. Судно способно развивать скорость до 21,5 узла, дальность плавания судна под главным двигателем экономической скоростью 12 узлов составляет 5000 миль, автономность по запасам провизии — 30 суток.

## История
16 июня 2009 года на Прибалтийском ССЗ «Янтарь» состоялась церемония поднятия флага ПС ФСБ РФ на головном судне. После участия в военно-морском салоне в Санкт-Петербурге, судно прибыло 10 августа 2009 года в порт приписки Мурманск.
В 2013 году ПС-823 «Спрут» был переклассифицирован в пограничный патрульный корабль. 11 мая 2018 года в Мурманске состоялась церемония присвоения кораблю названия «Беломорье».
По состоянию на 2017 год на ССЗ «Янтарь» заложен 2-й корпус серии. Строительство приостановлено.

## Представители
| Название                            | Бортовой №                    | Заводской №          | Закладка   | Спуск на воду | Передча заказчику | Место службы                                                             | Примечания |
| ----------------------------------- | ----------------------------- | -------------------- | ---------- | ------------- | ----------------- | ------------------------------------------------------------------------ | --- |
| Bad Bramstedt                       | BP 24 (до 01.07.2005 - BG 24) | 6457 (при достройке) | 20.02.2001 | 27.10.2001    | 08.11.2002        | Дирекция Федеральной полиции «Бад-Брамштедт». Приписка: Нойштадт         | Начальный этап постройки - ССЗ «Янтарь» (г. Калининград, Россия), достройка - Abeking & Rasmussen (г. Лемвердер, Нижняя Саксония, ФРГ). В строю                                 |
| Bayreuth                            | BP 25 (до 01.07.2005 - BG 25) | 6458 (при достройке) | 20.02.2001 | 12.08.2002    | 02.05.2003        | Дирекция Федеральной полиции «Бад-Брамштедт». Приписка: Нойштадт         | Начальный этап постройки - ССЗ «Янтарь» (г. Калининград, Россия), достройка - Abeking & Rasmussen (г. Лемвердер, Нижняя Саксония, ФРГ). 01.07.2005 передан полиции ФРГ. В строю |
| Eschwege                            | BP 26 (до 01.07.2005 - BG 26) | 6459 (при достройке) | 20.02.2001 |               | 18.12.2003        | Дирекция Федеральной полиции «Бад-Брамштедт». Приписка: Нойштадт         | Начальный этап постройки - ССЗ «Янтарь» (г. Калининград, Россия), достройка - Abeking & Rasmussen (г. Лемвердер, Нижняя Саксония, ФРГ). 01.07.2005 передан полиции ФРГ. В строю |
| «Беломорье» (ранее ПС-823, ППК-823) | 151                           | 511                  | 27.05.2002 | 12.10.2007    | 27.05.2009        | БОХР ПС ФСБ России по западному арктическому району. Приписка: Мурманск. | Место строительства - ССЗ «Янтарь» (г. Калининград, Россия). В строю |
|                                     |                               | 512                  | 2004       |               |                   |                                                                          | Место строительства - ССЗ «Янтарь» (г. Калининград, Россия). Не достроен |